# Partit Liberal Conservador
El Partit Liberal Conservador (o simplement Partit Conservador) és una de les dues formacions polítiques, juntament amb el Partit Liberal, que estructuraren el sistema turnista propi de la Restauració espanyola de 1874 mercè el Pacte del Pardo de 1885. Es deia Liberal Conservador perquè va admetre alguns principis polítics dels liberals, com el sufragi universal masculí i la llibertat de cultes.
El gran impulsor del sistema i del partit fou Antonio Cánovas del Castillo que aglutinà al seu entorn vells moderats, la majoria dels unionistes, progressistes constitucionals desenganyats de la revolució del 68, el mateix 1869 amb la pretensió de ser el continuador de l'antic Partit Moderat. El partit queda constituït el 1875 i tenia com a principals eixos la Monarquia alfonsina, la religió catòlica, l'orde social i el sufragi censatari. La seva base social la formaven nobles, grans burgesos i importants terratinents.
Fins als darrers anys del segle xix Cánovas del Castillo va ser la peça fonamental del Partit Conservador que s'enfrontà en la guerra carlina i les guerres de Cuba. Després de l'assassinat de Cánovas la disputa dins el partit afavorí a Antoni Maura que assumí la direcció desplaçant-ne Francisco Silvela, cap del 1897 al 1903, fins a 1909. La Setmana Tràgica porta una forta campanya contra Maura que porta a la seva dimissió com a president del govern i l'escissió del partit entre mauristes i idonis el 1913. El líder conservador dels anys 10 del segle xx fou Eduardo Dato fins al seu assassinat. La proclamació de la dictadura de Miguel Primo de Rivera el 1923 va dissoldre el partit. Després de 1930 Gabino Bugallal y Araujo va intentar reconstruir el partit, però l'arribada de la Segona República Espanyola ho va frustrar.
El partit polític va desaparèixer el 1931.

## Membres destacats del Partit Conservador
- Antonio Cánovas del Castillo
- Arsenio Martínez Campos
- Joaquim Jovellar i Soler
- Marcelo Azcárraga
- Francisco Silvela
- Antoni Maura
- Francisco Romero Robledo
- Raimundo Fernández Villaverde
- Juan de la Cierva y Peñafiel
- Eduardo Dato
- José Sánchez Guerra
- Gabriel Maura Gamazo
- Manuel de Burgos y Mazo